# Parc de la Font Florida
El parc de la Font Florida es troba al costat de la muntanya de Montjuïc, prop de la Zona Franca, al districte de Sants-Montjuïc de la ciutat de Barcelona. Va ser creat al 1995 amb un projecte de Carles Casamor, Ramon Marquès i Carles Fuentes.

## Descripció
El parc té dues zones diferenciades: una gran plaça arbrada, amb bancs, fonts, àrees infantils, pistes de petanca i un safareig que aporta frescor a l'ambient, envoltada de bellaombres; i una zona verda encaminada pel vessant d'una alt tossal, on destaca una plantació de pollancres, mentre que a la seva base l'espígol forma una manta de color blau a l'estiu, que contrasta amb el groc de les tipuanes. La primera zona és més urbana, amb arbres alineats i espais per al gaudi de la gent, mentre que la segona és més silvestre, a imitació de l'estil jardiner iniciat a la muntanya de Montjuïc per Jean Claude Nicolas Forestier per a l'Exposició Internacional de Barcelona de 1929.

## Vegetació
Entre les espècies presents al parc es troben: la tipuana (Tipuana tipu), el lledoner (Celtis australis), el pi pinyer (Pinus pinea), el pi blanc (Pinus halepensis), l'alzina (Quercus ilex), el fals pebrer (Schinus molle), la bellaombra (Phytolacca dioica), el pollancre (Populus x canadensis), l'eucaliptus (Eucalyptus camaldulensis), la Ginesta (Spartium junceum), l'espígol (Lavandula officinalis) i la jacaranda (Jacaranda mimosifolia).